# سينهوا دا هورا
سينهورا دا هورا هي مدينة من مدن البرتغال. يبلغ عدد سكانها 29000 نسمة. في عام 2013 اندمجت في أبرشية جديدة مع منطقة إنفيستا.

## أعلام
- كارلوس ميغيل كوريا فونسيكا